# Columnea erythrophaea
Columnea erythrophaea är en tvåhjärtbladig växtart som beskrevs av Joseph Decaisne och Houll.. Columnea erythrophaea ingår i släktet Columnea och familjen Gesneriaceae. Inga underarter finns listade i Catalogue of Life.